# Tritunggal (Rembang)
Tritunggal is een bestuurslaag in het regentschap Rembang van de provincie Midden-Java, Indonesië. Tritunggal telt 1500 inwoners (volkstelling 2010).